# Studio Eurimages (Cinema)
Studio Eurimages este un cinematograf din Timișoara .

## Adresa
Str. Nikolaus Lenau nr. 2
1900 Timișoara
Timiș
România
Localizare pe harta www.hartionline.ro
Localizare pe harta http://maps.google.com